# 티나 바이라터
크리스티나 "티나" 바이라터(독일어: Christina "Tina" Weirather, 1989년 5월 24일~)는 리히텐슈타인의 은퇴한 알파인 스키 선수이다. 2018년 동계 올림픽 여자 알파인 스키 슈퍼대회전 종목에서 동메달을 획득했다.